# Plains (Borden County, Texas)
Plains ist ein gemeindefreies Gebiet im Borden County im Bundesstaat Texas der Vereinigten Staaten.

## Lage
Das Gebiet liegt auf den Hochebenen des Llano Estacado, an der Farm to Market Road 1054, 24 Kilometer nordwestlich von Gail.